# オ・ジホ

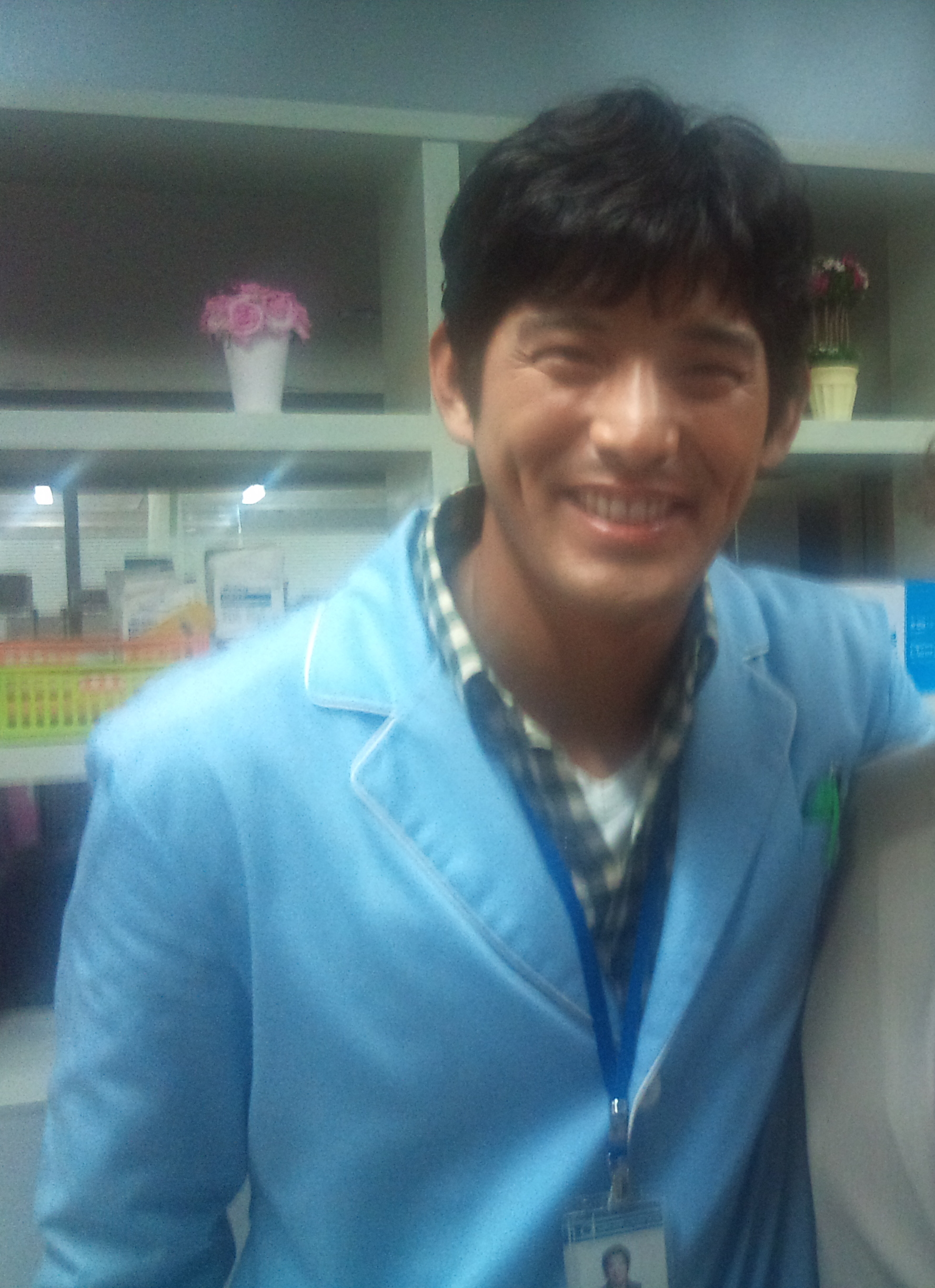
Oh Ji-ho

オ・ジホ（오지호、1976年4月14日 - ）は韓国を中心に活動している俳優。身長は185cm。血液型はA型。ELpark所属。全羅南道木浦市出身。

## 出演作品

### テレビドラマ
- クール（2001年、KBS）
- 暇つぶしロマンス（2002年、MBC）
- ムドシエゲ（2002年、SBS）
- 告白（2002年、MBC）
- 刑事（シチュエーション コメディー 2003年、SBS）
- 二度目のプロポーズ（2004年、KBS） - ナム・ギョンス役
- 新入社員（2005年、MBC） - イ・ボンサム役
- 秋の夕立（2005年、MBC） - チェ・ユンジェ役
- 人生よ、ありがとう（2006年、KBS） - ユン・ジンス役
- ファンタスティック・カップル（2006年、MBC） - チャン・チョルス役
- 彼女がラブハンター（2007年、SBS） - コ・マンス（カール・コ）役
- シングルパパは熱愛中（2008年、KBS） - カン・プンホ役
- 愛しの金枝玉葉（2008年-2009年、KBS） - ソ・ヒョンジュン役
- 僕の妻はスーパーウーマン（2009年、MBC） - オン・ダルス役
- 推奴〜チュノ〜（2010年、KBS） - ソン・テハ役
- 逃亡者PlanB（2010年、KBS） - ケビン役
- Strangers 6（2011年、WOWOW） - パク・デヒョン役
- 第3病棟（2012年、tvN） - キム・スンヒョン役
- オフィスの女王（2013年、KBS） - チャン・ギュシク役
- イニョプの道（2014年-2015年、JTBC） - ムミョン役
- 幽霊が見える刑事チョヨン （2014年、OCN） - ユン・チョヨン役
- 深夜食堂fromソウル（2015年、SBS） - ソンギュン役
- 幽霊が見える刑事チョヨン2（2015年、OCN） - ユン・チョヨン役
- マイ・リトル・ベイビー（2016年、MBC） - チャ・ジョンハン役
- オー・マイ・クムビ（2016年-2017年、KBS） - モ・フィチョル役
- ロマンスは必然に（2018年、SBS） - ウン・ギョンス役
- がんばれ！プンサンさん（2019年、KBS） - イ・ジンサン役
- ホテルデルーナ（2019年、tvN） - チャンソンの父役
- 魔女たちの楽園〜二度なき人生〜（原題：二度はない）（2019年 - 2020年、MBC） - カン・プンギ役
- 仮面の女王（2023年、Channel A） - チェ・ガンフ役[3]

### 映画
- 寵愛（2000年）
- アイ・ラブ・ユー（2001年）
- セックスインポッシブル〜男はみんな狼だ!〜（2003年）
- ソウルウェディング 花嫁はギャングスター3（2006年）
- 第7鉱区（2011年）
- コーヒーメイト（2017年）

### バラエティ
- 天下無敵野球団（2009年 - 2010年、KBS）
- パーフェクトライフ（2022年、TV朝鮮）[4]

### 写真集
- Beginning 〜ZIO〜（2009年）撮影：小林ばく

## 受賞歴
- 2004年 KBS演技大賞 助演男優賞（「二度目のプロポーズ」）
- 2006年 MBC演技大賞 ベストカップル賞/人気賞（「ファンタスティックカップル」）
- 2007年 SBS演技大賞 10大スター賞（「彼女がラブハンター」）
- 2010年 KBS演技大賞 優秀演技賞 短編ドラマ部門（「推奴〜チュノ〜」）

## その他
- 2008年11月22日、大阪厚生年金会館芸術ホールにて『オ・ジホ JAPAN 1st ファンミーティング』（14時開場、15時開演）
- 2008年11月23日、横浜シアターDANZEROにて『ZIO FANJACK IN DANZERO』
- 2009年2月15日、横浜シアターDANZEROにて『オ・ジホ1st写真集発売イベント』
- 2009年4月13〜15日、韓国ソウルにて『ZIOお誕生日会2009 in ソウル』
- 2009年5月23〜24日、合歓の里にて『内助の女王〜今度は私があなたの内助に！〜in三重』
- 2010年4月23日、東京九段会館にて『オ・ジホ ファンミーティング＆ HAPPY BIRTHDAY』（17時開場、18時開演）
- 2010年9月27日、東京山野ホールにて『ドラマ「チュノ〜推奴〜」Mnet放送記念プレミアムイベント』（17:30時開場、18:30時開演）
- 2011年11月12日　神奈川芸術劇場にて『オ・ジホ ファンミーティング　再開」（16時開場、17:30時開演）
- 2012年6月2日　東京代々木　山野ホール『オ・ジホ ファンミーティング　〜新たな旅の始はじまり〜」
- 2014年10月26日　大阪　箕面観光ホテル『「OH JIHO EVENT 2014 in OSAKA ～“Healing Date(ヒーリング・デート)”～」